# Liberala Unionen
Liberala Unionen (Liberale Unie) var ett nederländskt politiskt parti.

## Historia
1848 blev liberalerna den dominerande politiska kraften i Nederländerna.
De var organiserade i lösligt sammanhållna politiska klubbar och sällskap och splittrade i radikala, konservativa och mer mittensökande liberaler.
När katolska och protestantiska partier växte fram tvingades man dock organisera sig bättre och 1879 bildade liberaler ett parlamentariskt parti under ledning av Kappeyne van de Copello. 
1885 gick de flesta liberala klubbarna samman och bildade Liberala Unionen, indelad i tre fraktioner: den radikala, den konservativa och centerfraktionen.
1888 erövrade en konfessionell samlingsregering makten men 1891 vann liberalerna majoritet med van Tienhoven som premiärminister.
Den stora politiska stridsfrågan under dennes regering kom att bli ett lagförslag från inrikesminister Tak, enligt vilket alla män som kunde läsa och skriva skulle få rösträtt.
Alla politiska partier var splittrade i frågan och lagförslaget röstades ner av en knapp parlamentarisk majoritet.
Regeringen Tienhoven valde då att avgå och utlösa nyval.
En grupp konservativa liberaler valde att lämna partiet och forma en politisk klubb som 1906 kom att bilda partiet Fria Liberala Ligan.